# 大石良金

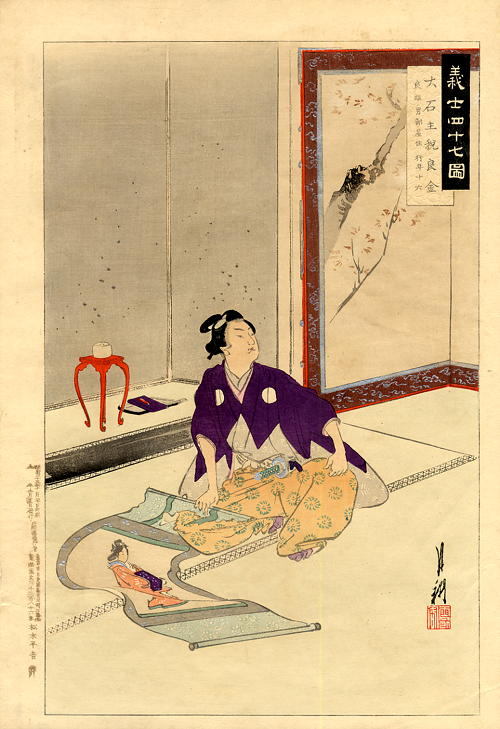
『義士四十七図　大石主税吉金』（尾形月耕画）

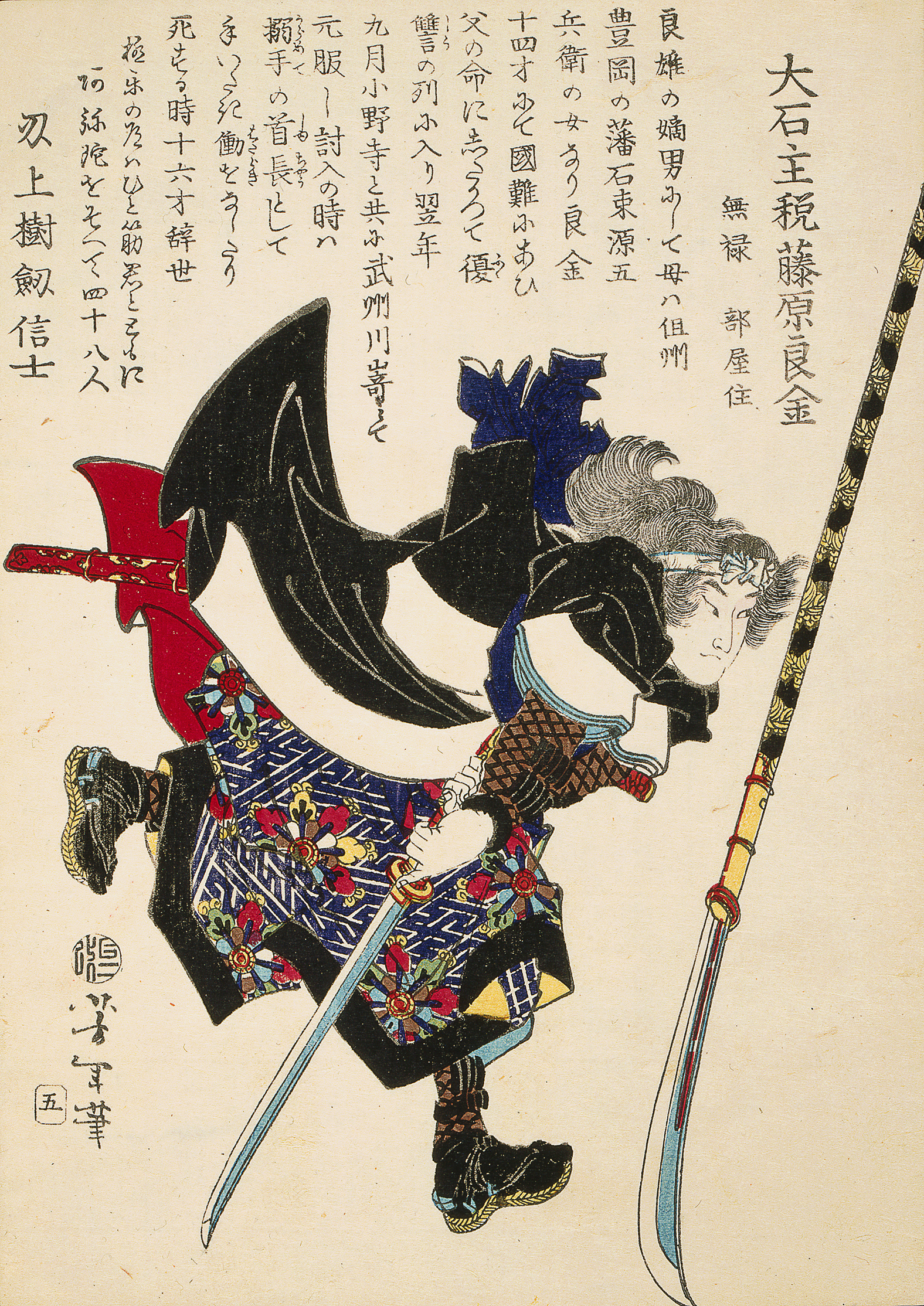
大石主税藤原良金

大石 良金（おおいし よしかね、元禄元年（1688年） - 元禄16年2月4日（1703年3月20日））は、江戸時代前期の武士。赤穂浪士四十七士の一人。幼名は松之丞（まつのじょう）、通称は主税（ちから）。父は大石良雄。母はりく。弟に大石吉之進、大石大三郎。また妹に大石くうと大石るりがいる。本姓は藤原氏。家紋は右二ツ巴。

## 生涯

### 討ち入り前後
元禄元年（1688年）に播磨国赤穂藩筆頭家老大石良雄の嫡男として赤穂に誕生。幼いころには疱瘡を患ったという。
元禄14年（1701年）3月14日（4月21日）、主君浅野長矩が江戸城松之大廊下で吉良義央に刃傷に及び、浅野長矩が即日切腹、赤穂藩が改易となった時、良金は数え年で14歳であり、元服前だった。
赤穂城を幕府の収城使脇坂安照に引き渡した後、良金の父の良雄は遠林寺において藩政残務処理にあたったが、この間の、5月11日（6月16日）、良金は生母りくや弟吉之進、妹くうとるりの四人を連れてりくの実家但馬豊岡藩家老石束毎公の屋敷へ向かった。この豊岡滞在中に良金は毎公より脇差を与えられた。
その後、7月に良雄が京都山科へ移り住むと、りくや良金たちも山科へ移る。このとき良雄は浪人となった旧赤穂藩士たちから誓紙血判状を受けて、浅野家御家再興運動に尽力中であった。良金は、12月に元服して義盟に加わった。翌元禄15年（1702年）4月、良雄は妻りくを離別して幼い子どもたちとともに再び実家の豊岡へ帰したが、良金は山科に残り父と行動を共にする。
7月、浅野長矩の弟浅野長広の広島浅野宗家への永預けが決まり、浅野家再興が絶望的となると、良雄は円山会議において吉良義央への仇討ち一本に決定。9月19日（11月8日）、良金は良雄に先立って江戸に下り、垣見左内と名乗って江戸では日本橋石町三丁目（現東京都中央区日本橋本町）の宿屋小山屋弥兵衛店に滞在。続いて下向してきた大石良雄もここに入った。
12月15日未明。47名の赤穂浪士は吉良義央の屋敷へ討ち入り、良金は裏門隊の大将を務めた。討ち入りの戦闘は剣豪といわれた若手が多く配属された裏門で殆ど行われ、将としての責任は良金のほうが父より重かった。抜け穴を見つけ自分からとっさに飛び込むなどもして、「若輩なれど見事」と義士のあいだで褒められた。武林隆重が吉良義央を斬殺し、一同がその首をあげて高輪泉岳寺へ引き上げたのち、義士たちは幕府大目付に出頭した。
幕府は赤穂浪士を四大名家にお預けとし、良金は堀部武庸、大高忠雄ら9名と共に松平定直（久松松平家・伊予松山藩）屋敷へ預けられた。松平家では良金らを罪人として厳しく扱った記録が残る。鉄砲まで準備して監視し、見回り番、不寝番を置いた。「火の許不用心」という理由で煙草・暖房具（火鉢など）も禁じた。更にまだ処分も決まってない時期から、全員の切腹における介錯人まで決めてしまった。このことが「細川の　水の（水野忠之）流れは清けれど　ただ大海（毛利甲斐守）の　沖（松平隠岐守）ぞ濁れる」（当時の狂歌）と批判された。
翌元禄16年（1703年）2月4日、公儀により赤穂浪士へ切腹が命じられ、良金は同家お預けの10人のうち最初に切腹を仰せ付かった。松平家家臣波賀朝栄の介錯で切腹。生前に泉岳寺埋葬を願書をもって希望し叶えられた。
介錯人が手柄顔で良金の首を振って検使に見せたので、 血が飛び散ったと言われる梅の木が「主税梅」として泉岳寺にある（良金の切腹を見守った堀部武庸の孀婦と自称する堀部ほりが、所有していた鉢植えの梅を移植したものとの異説もある）。享年16。最年少の浪士だった。主君浅野長矩と同じ泉岳寺に葬られた。戒名は刃上樹剣信士。
なお大石親子は、家格が殿様の名代が務める譜代の城代家老（代々世襲）のため、別格扱いで赤穂藩での菩提寺の花岳寺では、良金の戒名には院号の超倫院が付されている。

### 後史
元服間もないため良金に子はなく、次弟・良以も出家中に若くして病死したため、父と兄良金の顔を知らない（討ち入り当時は、幼児だった）三男・石束大三郎良恭（よしやす）が、後に六代将軍家宣に代替わりに際し大赦され、浅野家芸州広島本家に1500石で仕官して大石姓に戻ることになった。広島の大石氏は品行がよろしくなく、絶家と減封が繰り返されている。
泉岳寺には良雄・良金父子のほか、大三郎から最後の大石家当主・多久造（横田流大石氏）まで大石家歴代の墓が現存している。赤穂の花岳寺では瀬左衛門の信清系（大石無人の子孫）が大石家の祭祀を受け継いだ。

## 容姿・人物
- 目が吊り上がった大柄な体躯であった[8] 。錦絵などでも、そのように描かれる場合が多い[9]（右上画像参照）。身長は五尺七寸（172cm前後）。
- 若いが、早くからしっかり者であった。原元辰の堀部武庸宛書簡に「主税、年ぱいよりひね申し候」というくだりがある。

### 逸話
- 子供のいない長矩からも、学の深い聡明さを愛でられ（良金は、赤穂生まれの藤江熊陽という学者に付き学んでいた。後に熊陽は龍野藩で藩儒となる）幼い時からわが子同然に可愛いがられたため、終生その恩を忘れなかった。
- 幼少時に、お城で拝謁の折に馬を拝領したいと堂々と請願し流石は武士の子である、と殿様に褒められたという逸話がある。家老になっていたら、父以上の能力があったといわれた。反目して父のもとから離脱しようとした堀部ら急進派の江戸組に対し、自ら人質志願し、父に先立ち江戸入りするほどの判断力と統率力があった。良雄が江戸入りするまで、よく江戸若手チームの暴発を防ぎ、偵察などに全力するよう老将とともに指導した。
- 良金は両親の離婚を知らず切腹している。証拠として良雄は、預け先の熊本藩邸経由で大目付（公儀最高の評定所）宛てに提出した自筆親類書では、妻りくを離縁した者として書いているが（連座回避のための離婚）、良金が久松松平家経由で提出した親類書には、りくを母として認定し「両親」扱いで記載されている。大名家預かりとなったことは、幕府にとって「またもの（大名である、殿様の更に「目下」の家来だから）」に過ぎぬ浪士たちが、「旗本格」としての扱いとなった。

## 恋愛
- 京都滞在中の元禄15年（1702年）、四条河原の色子（歌舞伎役者）相山幸之助と衆道（男色）の契りを結んだという。

## 創作
- 伏見で放蕩する父に倣い、良金も町人のなりで吉原に遊び「男はたしなむが、女は初めて」の下谷車坂町の松吉だと名乗る。「初めてなんだってね。大丈夫」という芸妓・お熊（または小春）に、「かたじけない」と答え侍だとばれてしまう[10]。

## 遺品
太刀 共国 二尺二寸五分 - 長矩から賜ったもの。泉岳寺住職・酬山の売却により現存しない。

## その他
- 講談師の神田松之丞（のちに6代目神田伯山を襲名）の芸名は、「赤穂義士伝」をこよなく愛する師匠の3代目神田松鯉が良金の幼名にちなんでつけた[注釈 1]。
- ただし伯山（松之丞）は、神田山陽（大師匠）が「赤穂義士伝は流行らない」と語っていたこともあり[11]、義士伝について（自身にも複数の持ちネタがあるものの）「今の世の中にそれだけのニーズがあるとは思えない」「『徳川天一坊』や『天保六花撰』などのほうがまだ魅力的で、連続物としてやる価値がある」と発言している[12]。

## 大石良金を扱った作品

### 関連芸能
- 歌謡曲「美少年忠臣蔵」（橋幸夫のEPシングル）1962年8月5日発売。